# N-02E
docomo with series MEDIAS U N-02E（ドコモ ウィズシリーズ メディアス ユー エヌゼロニイー）は、NECカシオ モバイルコミュニケーションズによって開発された、NTTドコモの第3.9世代移動通信システム（Xi）と第3世代移動通信システム（FOMA）とのデュアルモード端末である。docomo with seriesのひとつ。
ここでは漫画ONE PIECEとのコラボレーションモデルであるN-02E ONE PIECE（エヌゼロニイー ワンピース）についても記述する。

## 概要
withではあるがN-01D（NEXT）の事実上の後継機種である。MEDIASシリーズでは初めてアメリカ国防総省制定のMIL規格準拠の落下試験をクリアした耐落下衝撃性能を備えた端末である。
液晶面には従来のMEDIASシリーズと同様、強度の高い「Corning Gorillaガラス2」を採用し、傷がつきやすいスマートフォンの液晶画面をしっかり守る「防キズ性能」を持っている。さらにリアカバー部分は、ファブリック調のテクスチャーと防汚コーティングを施した塗装を採用し、指紋や汚れが付きにくいほか、濡れた手でも滑りにくく、手にしっかりと馴染むようになっている。
NTTドコモの2012年冬モデルのラインナップで唯一、「ホーム」や「戻る」などをドーム形状の物理ボタンで搭載している。また、MEDIASシリーズは初めて、イヤホン端子にキャップレス防水のΦ3.5イヤホンジャック端子を搭載しており、使用に際して変換アダプタは不要である。
カメラは、ソニー製の裏面照射型CMOSセンサー「Exmor R Mobile」を内蔵した810万画素のアウトカメラと130万画素のインカメラを搭載。カメラ機能として、シャッターを押しながら、上下左右にフリックすることで、事前に登録したSNSアプリ（最大4つまで設定可能）を起動して、撮影した写真やギャラリーに保存されている画像を簡単に共有できる「SNSシェア」機能を搭載している。
落下防止用にリング型のストラップが同梱されている。ちなみに、リング型ストラップは親指でも装着できるよう大きめのサイズになっている。ストラップはリアカバーを外して装着する仕様である。
バッテリー容量は1720mAh。ドコモACアダプタ04（別売）と同梱の卓上ホルダN42の併用により、充電のお知らせ（電池残量15％未満）が表示されてからすぐに充電を行った場合に約30分で50％までの充電が可能な急速充電に対応している。
NFC・おくだけ充電には対応していない。

## N-02E ONE PIECE
漫画『ONE PIECE』とのコラボレーションモデルで、連載15周年と新作映画『ONE PIECE FILM Z』の公開を記念して発売される。限定販売台数は5万台。うち1万台は特設サイトにて2012年11月28日から2012年12月4日まで先行予約分、1500台はドコモオンラインショップで販売された。
背面にONE PIECEのトレードマークでもある「麦わらの一味」の海賊旗のマークが、ゆがんだ形でプリントされている。これは、ルフィが本体に落書きをしたという設定になっている。
また、ルフィ・ゾロ・ウソップ・ナミ・サンジ・ロビン・フランキー・ブルックにちなんだアプリや、作中に登場する用語をまとめた予測変換辞書、チョッパーのしゃべってコンシェルなど、ONE PIECEの世界観を再現したコンテンツもプリセットされている。
サウザンドサニー号を模した置き台が同梱されている。これに同梱の「卓上ホルダ N42（BROWN）」を置き、充電台として使用する。このためN-02Eには付属しないUSB延長ケーブルが付属する。さらに、麦わらの一味のイヤホンジャックアクセサリーも同梱されており、本体だけでなく充電台にセットすることも可能である。通常のN-02Eの付属品のうち、リングストラップのみ付属していない。
本機もMEDIASシリーズに含まれており、特設サイトはNECのリンクがMEDIAS.NETとなっており、そのMEDIAS.NETにもリンクがある。ただし、MEDIASブランドを冠していないためMEDIASロゴはプリントされていない。

## 主な機能
| 主な対応サービス                                 | 主な対応サービス                         | 主な対応サービス                       | 主な対応サービス                                            |
| ------------------------------------------------ | ---------------------------------------- | -------------------------------------- | ----------------------------------------------------------- |
| タッチパネル／加速度センサー                     | Xi／FOMAハイスピード                     | Bluetooth                              | DCMX／おサイフケータイ／NFC／かざしてリンク／赤外線／トルカ |
| ワンセグ／モバキャス                             | メロディコール                           | テザリング                             | WiFi IEEE802.11b/g/n                                        |
| GPS                                              | ドコモメール／電話帳バックアップ         | デコメール／デコメ絵文字／デコメアニメ | iチャネル                                                   |
| エリアメール／ソフトウェアーアップデート自動更新 | デジタルオーディオプレーヤー(WMA)(MP3他) | GSM／3Gローミング（WORLD WING）        | フルブラウザ／Flash Player                                  |
| Google Play／dメニュー／dマーケット              | Gmail／Google Talk／YouTube／Picasa      | バーコードリーダ／名刺リーダ           | ドコモ地図ナビ／Google Maps／ストリートビュー               |

## 歴史
- 2012年10月1日 - N-02E ONE PIECEがCEATECにて先行展示。
- 2012年10月11日 - NTTドコモより発表。
- 2012年11月24日 - N-02E事前予約開始。
- 2012年11月28日 - N-02E ONE PIECEがオンラインにて限定1万台先行事前予約開始[6]。
- 2012年12月1日 - N-02E発売開始[7]。
- 2012年12月16日 - N-02E ONE PIECEの残り4万台分の事前予約開始。
- 2012年12月21日 - N-02E ONE PIECE発売開始[8]。
- 2013年3月 - 生産終了。
- 2013年5月8日 - N-02EとN-02E ONE PIECEが共にAndroid 4.1バージョンアップ対象機種に選定される[9]。
- 2013年7月 - N-02E ONE PIECE販売終了。
- 2013年12月19日 - N-02E・N-02E ONE PIECEのAndroid 4.1へバージョンアップ開始[10][11][12]。

## アップデート・不具合など
2013年1月15日のアップデート
- Wi-Fi接続時、稀に携帯電話（本体）が再起動する不具合を修正する。
- N-02Eのビルド番号がA3000321からA3000501に、N-02E ONE PIECEのビルド番号がA5000331からA5000501になる。

2013年1月31日のアップデート
- ロック解除画面にて、しゃべってコンシェルのアイコンをタップすると再起動する不具合を修正する。
- N-02Eのビルド番号がA3000501からA3001611に、N-02E ONE PIECEのビルド番号がA5000501からA5001611になる。

2013年3月5日のアップデート
- 未読メールがあるにもかかわらず、お知らせLEDが点滅しない不具合を修正する。
- N-02Eのビルド番号がA3001611からA3002001に、N-02E ONE PIECEのビルド番号がA5001611からA5002001になる。

2013年5月22日のアップデート
- BluetoothをON/OFFすると、携帯電話（本体）に接続したイヤホンから稀に音声が出力されなくなる場合がある不具合を修正する。
- N-02Eのビルド番号がA3000321、A3000501、A3001611、A3002001からA3002301に、N-02E ONE PIECEのビルド番号がA5000331、A5000501、A5001611、A5002001からA5002301になる。

2013年7月29日のアップデート
- 特定のウェブページをブラウザで閲覧中、まれに強制終了する場合がある不具合を修正する。
- N-02Eのビルド番号がA3000321、A3000501、A3001611、A3002001、A3002301からA3002501に、N-02E ONE PIECEのビルド番号がA5000331、A5000501、A5001611、A5002001、A5002301からA5002501になる。

2013年9月9日のアップデート
- アプリケーションが強制終了したとき、携帯電話（本体）がフリーズする場合がある不具合を修正する。
- N-02Eのビルド番号がA3000321、A3000501、A3001611、A3002001、A3002301、A3002501からA3002601に、N-02E ONE PIECEのビルド番号がA5000331、A5000501、A5001611、A5002001、A5002301、A5002501からA5002601になる。

2013年12月19日のアップデート（OSバージョンアップ）
- Android 4.1における共通の変更点
  - Android OS全体で、表示速度とタッチ反応が向上。
  - Google Nowへの対応。
  - ステータスバーから次のアクションが可能に。
  - ウィジェットのサイズ変更が可能に。
  - 電源キー長押し時、「電源を切る」「機内モード」の他、「再起動」も選択可能に。
- 本機特有の主な変更点
  - 「ついっぷるテレビ」の登録チャンネル数が12チャンネルから40チャンネルに増加。
- ドコモ共通の変更点
  - データ保管BOXへ対応。
  - NOTTVの災害関連情報受信に対応。
- 不具合修正
  - 特定のウェブページをブラウザで閲覧中、まれにブラウザが強制終了する場合がある不具合をする。
- N-02Eのビルド番号がA3000321、A3000501、A3001611、A3002001、A3002301、A3002501、A3002601からA3202001に、N-02E ONE PIECEのビルド番号がA5000331、A5000501、A5001611、A5002001、A5002301、A5002501、A5002601からA5202301になる。

2014年10月8日のアップデート ※2013年12月19日より提供しているOSバージョンアップを実施された携帯電話が対象、事前にOSバージョンアップの実施が必要。
- 電源起動時、画面の明るさ設定が正しく反映されない場合がある不具合を修正する。
- N-02Eのビルド番号がA3202001からA7202901に、N-02E ONE PIECEのビルド番号がA5202001からA5202301になる。